# Уильямс, Томас (футболист)
Томас Айвори Уильямс-третий (англ. Thomas Ivory Williams III; род. 15 августа 2004, Тайтусвилл, Флорида) — американский футболист, защитник клуба «Орландо Сити».

## Клубная карьера
Уильямс — присоединился к академии клуба «Орландо Сити» в 2015 году. В марте 2020 года Уильямс был включён в состав «Орландо Сити B» на сезон Лиги один ЮСЛ 2020. 7 августа в поединке против «Нью-Инглэнд Революшн II» он дебютировал за «Орландо Сити B». 15 июня 2021 года Уильямс подписал контракт доморощенного игрока с первой командой «Орландо Сити» до конца сезона MLS 2024 с клубной опцией продления на сезон 2025. В возрасте 16 лет и 304 дней он стал самым молодым игроком в истории клуба. 16 апреля 2022 года в матче против «Коламбус Крю» он дебютировал за «Орландо Сити», выйдя на замену в компенсированное время второго тайма вместо Бенджи Мишеля.

## Международная карьера
В 2023 году в составе олимпийской сборной США Уильямс принял участие в Панамериканских играх в Чили. На турнире он сыграл в матчах против команд Бразилии, Гондураса, Колумбии и Чили.

## Достижения
Командные
 «Орландо Сити»
- Обладатель Открытого кубка США: 2022